# نقابة سائقي الشاحنات الدولية
نقابة سائقي الشاحنات الدولية (بالإنجليزية: International Brotherhood of Teamsters)‏؛ المعروفة اختصارًا بـ«آي بي تي» (بالإنجليزية: IBT)‏؛ اتحاد نقابة عمالي تنشط في كل من الولايات المتحدة الأمريكية وكندا ويقع مقرها في واشنطن العاصمة. تأسّست في عام 1903، عقب اندماج الاتحاد الدولي للسائقين (بالإنجليزية: The Team Drivers International Union)‏ و الاتحاد الوطني لسائقي الشاحنات (بالإنجليزية: The Teamsters National Union)‏. ضمّت النقابة في عام 2014، ما يزيد عن 1,3 مليون عضو فعّال. يعد جيمي هوفا من أبرز وجوهها النقابية في العقود الوسطى للقرن العشرين.

## وصلات خارجية
- الموقع الرسمي